# Морозостойкая шина
Морозостойкая шина — тип автомобильной шины, который предназначается для эксплуатации при крайне низких температурах окружающей среды (−45°С и ниже), например — в условиях Заполярья.
Шины такого типа производятся из специальных морозостойких материалов, которые способны сохранять эластичность и прочность при низких температурах и при этом обеспечивают им приемлемый срок эксплуатации.